# Glyphoturris eritima
Glyphoturris eritima é uma espécie de gastrópode do gênero Glyphoturris, pertencente a família Mangeliidae.